# The 7.39
The 7.39 è una miniserie televisiva del 2014 diretta da John Alexander. La miniserie è stata trasmessa per la prima volta in due puntate il 6 e 7 gennaio 2014 dall'emittente britannica BBC One.

## Trama
Carl è sposato con Maggie, e ha due figli adolescenti, lui e sua moglie si amano molto, ma la sua è una vita triste, lavora come dirigente in una compagnia, e tutte le mattine prende un treno per andare in ufficio a Londra, il suo impiego non gli piace, così come il suo capo, Grant, mentre i suoi figli lo trattano con sufficienza e indifferenza.
Un giorno come tanti, prendendo il suo solito treno, quello delle 7.39, incontra una giovane donna molto carina di nome Sally, istruttrice in una palestra, è fidanzata con Ryan, un uomo gentile, sensibile e passionale, sebbene le sue premure nei confronti della fidanzata sono spesso troppo soffocanti, i due a breve si sposeranno inoltre cercano di avere anche un bambino, benché Sally non sia particolarmente emozionata all'idea di sposarsi dato che ha già alle spalle un divorzio visto che il suo ex marito la tradiva.
Il primo incontro tra Sally e Carl non è dei migliori, infatti i due si mettono a litigare dato che Carl l'ha accusa di avergli rubato il suo posto a sedere sul treno, ma durante il loro secondo incontro Sally e Carl iniziano ad andare d'accordo. I giorni passano e i due, incontrandosi sempre sul treno, iniziano a stringere amicizia, Carl addirittura si iscrive nella palestra di Sally, ciò li spinge a passare ancora più tempo insieme.
Entrambi capiscono che quella che era iniziata in maniera innocente come una semplice amicizia, si sta trasformando in qualcosa di profondo, entrambi sono tentati di vedere fin dove possono spingersi, ma contemporaneamente non vogliono ferire le persone che amano. Carl e Sally decidono di trascorrere una notte insieme in un albergo, finendo col fare l'amore, promettendosi vicendevolmente che la loro sarà solo l'avventura di una notte. Ciò nonostante, i due capiscono che non possono fare a meno l'uno dell'altra, in particolar modo Carl vede in Sally una novità che possa aiutarlo a evadere dalla sua soffocante routine, di conseguenza Carl e Sally non tardano a diventare amanti, iniziando una relazione clandestina.
Sebbene all'inizio Sally e Carl fossero felici di godere della loro reciproca compagnia durante i loro incontri segreti, le cose iniziano a complicarsi, infatti Sally ammette di amare ancora Ryan e in effetti pure Carl non nega di essere ancora innamorato di Maggie, tra l'altro Grant lo licenzia visto che già da molto tempo Carl non metteva più impegno nel suo lavoro, oltre al fatto si assentava spesso e commetteva errori, inoltre Sally lo informa dei suoi progetti matrimoniali dato che lei e Ryan stanno pensando di partire per l'Australia dopo il matrimonio.
Nonostante il licenziamento di suo marito Maggie si dimostra comprensiva con lui, purtroppo ora che è stato licenziato non avrà più pretesti per prendere il treno e vedere Sally. Ciò nonostante Carl non può fare a meno di lei, dunque esce di casa con la scusa che deve prendere parte a un colloquio di lavoro, poi lui e Sally si incontrano e tutti e due convengono che la cosa migliore è interrompere la loro relazione, anche perché Sally ha scoperto di essere incinta, cosa di cui Ryan è felicissimo. Carl e Sally si salutano con un abbraccio, ma venendo colti in flagrante da Maggie, la quale è furibonda con suo marito.
Carl tenta di riconciliarsi con lei, ma Maggie non vuole ascoltare le sue giustificazioni, rivelandogli che pure lei, come Carl, si è sempre sentita frustrata e poco apprezzata nel loro matrimonio, scegliendo però di essere devota alla sua famiglia, e questo rende il tradimento di suo marito ancora più doloroso. Carl purtroppo si limita solo a spiegarle che ha incontrato un'altra donna e che si è innamorato di lei.
Maggie caccia via suo marito da casa, mentre Sally confessa a Ryan di averlo tradito, ma che comunque il bambino che aspetta è suo dato che non è stato Carl a metterla incinta visto che sono sempre stati prudenti. Questo però non cambia le cose, Ryan è distrutto e arriva quasi a usare su Sally la violenza fisica. Carl confessa ai suoi figli di aver avuto una relazione con un'altra donna, entrambi purtroppo sono inevitabilmente delusi dal comportamento del padre. Carl passeggia con Sally proponendole di scappare via con lui, ma la loro conversazione viene interrotta da Ryan il quale aggredisce Carl picchiandolo con violenza.
Carl viene ricoverato in ospedale, e mentre Sally è in sala d'aspetto viene raggiunta da Maggie la quale è venuta ad accertarsi delle condizioni di suo marito. Sally tenta di scusarsi con Maggie per ciò che lei e Carl hanno fatto, ma non pensa che l'amore che li ha spinti a intraprendere la loro relazione li renda necessariamente brutte persone, ma Maggie si limita a dirle "le brutte persone non lo pensano mai".
Maggie, dopo aver visto brevemente suo marito scambiando qualche parola con lui, lo lascia solo, Carl è piuttosto turbato davanti al disprezzo e all'indifferenza con cui sua moglie lo ha appena trattato. Carl decide di portare Sally con sé in un cottage di proprietà dei suoi genitori, e lì i due passano qualche momento di serenità, ma purtroppo capiscono che la loro è una storia che non ha futuro. Sebbene Carl affermi di non rimpiangere il loro amore e la loro relazione, Sally non gli crede, ha capito infatti che tutti e due si sono pentiti di ciò che hanno fatto perché l'amicizia che avevano costruito quando si limitavano a vedersi sul treno era ciò che di più bello li legava, ma poi hanno fatto l'errore di volerla trasformare in qualcos'altro.
Sally e Carl si dicono addio da buoni amici, e Carl ritorna a casa sua, mentre Sally torna da Ryan il quale sembra ben disposto a perdonarla, anche per il bene del bambino che sta per nascere, limitandosi a vedere quello di Sally come un semplice sbaglio.
Due anni dopo Carl sembra aver ritrovato la sua serenità, insieme a sua moglie e ai loro figli, si è trovato un nuovo impiego, e come sempre, tutte le mattine prende il treno per andare al lavoro. Alla stazione ferroviaria, vede da lontano Sally, che è diventata madre di una bambina ed inoltre ha un nuovo compagno. Carl urla il suo nome attirando la sua attenzione, i due si salutano scambiandosi un sorriso, poi Carl si allontana, contento che Sally ora abbia una famiglia e che sia felice.